# Cruzaltense
Cruzaltense is een gemeente in de Braziliaanse deelstaat Rio Grande do Sul. De gemeente telt 2.266 inwoners (schatting 2009).